# ليو بيترز
ليو بيترز (بالألمانية: Leo Peters) (و. 1944 – م) هو مؤرخ منطقة، وأمين الأرشيف، وأستاذ جامعي، وكاتِب، من ألمانيا.

## مناصب وهيئات
أدار جامعة دوسلدورف.

## جوائز
حصل على جوائز منها:
- صليب وسام الاستحقاق من جمهورية ألمانيا الاتحادية.